# Alfredo Morales
Alfredo Morales (Berlim, 12 de maio de 1990) é um futebolista profissional que joga como meio-campista no San Jose Earthquakes na MLS. Apesar de ter nascido na Alemanha, ele joga pela seleção nacional dos Estados Unidos.

## Carreira em clubes
Morales teve seus primeiros passos no Borussia Pankow, no leste de Berlim. Em novembro de 2008, Morales jogou sua primeira partida pelo Hertha BSC II na Regionalliga. Em 2010, ele foi autorizado a viajar com jogadores profissionais para o acampamento de treinamento de verão pela primeira vez, porém ele não foi selecionado pelo clube. Por conta das lesões de Fanol Perdedaj e Raffael, entretanto, ele fez sua estreia profissional para o time principal do Hertha BSC em 5 de dezembro de 2010, em uma partida contra o 1860 Munich, que seu clube perdeu de 0–1.
Em 17 de maio de 2023, Morales se juntou ao FC Ingolstadt em um contrato de 2 anos. Morales recebeu um cartão vermelho aos 80' do primeiro jogo da temporada do Ingolstadt contra Erzgebirge Aue em 19 de julho de 2013, após conquistar uma vaga no XI inicial. Em 16 de maio de 2018, Morales se juntou ao time Fortuna Düsseldorf, recém-promovido a Bundesliga.
Em 7 de abril de 2021, Morales se transferiu para o New York City FC, na MLS, em um contrato de 3 anos durante a temporada de 2023, com opção para 2024.

## Carreira na seleção
Morales teve o aval para defender a seleção nacional dos Estados Unidos por conta de seu pai, nascido no Peru, mas legalmente um cidadão americano que serviu ao exército americano. Morales foi convocado ao time profissional dos Estados Unidos para os amistosos europeus de novembro de 2011. Morales fez sua estreia à seleção em 29 de janeiro de 2013, em um amistoso internacional contra o Canadá, saindo do banco aos 75'.[carece de fontes?]
Morales considerou jogar pelo Peru uma vez que seu pai é de Chimbote, no Peru. Sergio Markarián, então técnico da seleção peruana, mostrou interesse no alemão. Ele foi oficialmente escalado a seleção dos Estados Unidos em 13 de julho de 2015, quando ele iniciou contra o Panamá na Copa Ouro da CONCACAF de 2015. No dia seguinte, entretanto, ele foi substituído por Joe Corona na convocatória, uma vez que cada time que avançava ao estágio de mata-mata poderia fazer 6 alterações na convocatória.

## Estatísticas da carreira
- Atualizado até partidas jogadas até 21 de fevereiro de 2021

| Clube              | Temporada         | Liga                 | Liga | Liga | Copa nacional | Copa nacional | Total | Total |
| Clube              | Temporada         | Divisão              | J    | G    | J             | G             | J     | G     |
| ------------------ | ----------------- | -------------------- | ---- | ---- | ------------- | ------------- | ----- | ----- |
| Hertha BSC II      | 2008–09           | Regionalliga Nord    | 4    | 0    | —             | —             | 4     | 0     |
| Hertha BSC II      | 2009–10           | Regionalliga Nord    | 26   | 4    | —             | —             | 26    | 4     |
| Hertha BSC II      | 2010–11           | Regionalliga Nord    | 26   | 3    | —             | —             | 26    | 3     |
| Hertha BSC II      | 2011–12           | Regionalliga Nord    | 16   | 1    | —             | —             | 16    | 1     |
| Hertha BSC II      | 2012–13           | Regionalliga Nordost | 10   | 3    | —             | —             | 10    | 3     |
| Hertha BSC II      | Total             | Total                | 82   | 11   | —             | —             | 82    | 11    |
| Hertha BSC         | 2010–11           | 2. Bundesliga        | 3    | 0    | 0             | 0             | 3     | 0     |
| Hertha BSC         | 2011–12           | Bundesliga           | 8    | 0    | 2             | 0             | 10    | 0     |
| Hertha BSC         | 2012–13           | 2. Bundesliga        | 9    | 1    | 1             | 0             | 10    | 1     |
| Hertha BSC         | Total             | Total                | 20   | 1    | 3             | 0             | 23    | 1     |
| FC Ingolstadt      | 2013–14           | 2. Bundesliga        | 32   | 1    | 2             | 0             | 34    | 1     |
| FC Ingolstadt      | 2014–15           | 2. Bundesliga        | 32   | 2    | 1             | 0             | 33    | 2     |
| FC Ingolstadt      | 2015–16           | Bundesliga           | 24   | 1    | 1             | 0             | 25    | 1     |
| FC Ingolstadt      | 2016–17           | Bundesliga           | 27   | 1    | 1             | 0             | 28    | 1     |
| FC Ingolstadt      | 2017–18           | 2. Bundesliga        | 27   | 4    | 2             | 1             | 29    | 5     |
| FC Ingolstadt      | Total             | Total                | 142  | 9    | 7             | 1             | 149   | 10    |
| Fortuna Düsseldorf | 2018–19           | Bundesliga           | 23   | 1    | 3             | 0             | 26    | 1     |
| Fortuna Düsseldorf | 2019–20           | Bundesliga           | 24   | 1    | 4             | 0             | 28    | 2     |
| Fortuna Düsseldorf | 2020–21           | 2. Bundesliga        | 14   | 0    | 2             | 0             | 16    | 0     |
| Fortuna Düsseldorf | Total             | Total                | 61   | 2    | 9             | 0             | 70    | 3     |
| Total da carreira  | Total da carreira | Total da carreira    | 305  | 23   | 19            | 1             | 324   | 24    |

## Honorários
New York City FC
- MLS Cup: 2021[12]